# Mørkeskoven
Mørkeskoven er et skovområde i nordisk mytologi. Her lever ulvene, der er sønner af jættekvinden Hyrrokken.
I et digt "Vølunds ed" af Viggo Stuckenberg nævnes Vølunds færd gennem Mørkeskoven:
...

Men Vølund for

gennem Mørkeskoven, hvor Natten,

den bælgmørke, mulmtætte bor,

og Stormen evindelig flakker

om mellem de knagende Stammer,

og Ulvene hyler, og hungrende Gribbe

flagrer fra Klippe til Klippe

og fylder Mørket med Jammer.

...
Der også nogle stednavne:
- Mørkeskov ved Skørping
- Mørkeskov ved Vordingborg

Markeskov(-en) betyder Grænseskov(-en). Navnet "Mørkeskoven" er en misforståelse, en stavefejl. hvor a er blevet til ø.[kilde mangler] I nordisk mytologi er det Grænseskoven/Markeskoven, der danner grænsen mellem Asgård og Muspelheim.